# Mont Redon
Le mont Redon est un sommet d'origine volcanique à côté du village de Ponteix, sur le territoire de la commune d'Aydat. Il est formé par une ancienne cheminée volcanique basaltique datant du Tertiaire. Son sommet est occupé par les ruines du château de Montredon.

## Château

### Histoire

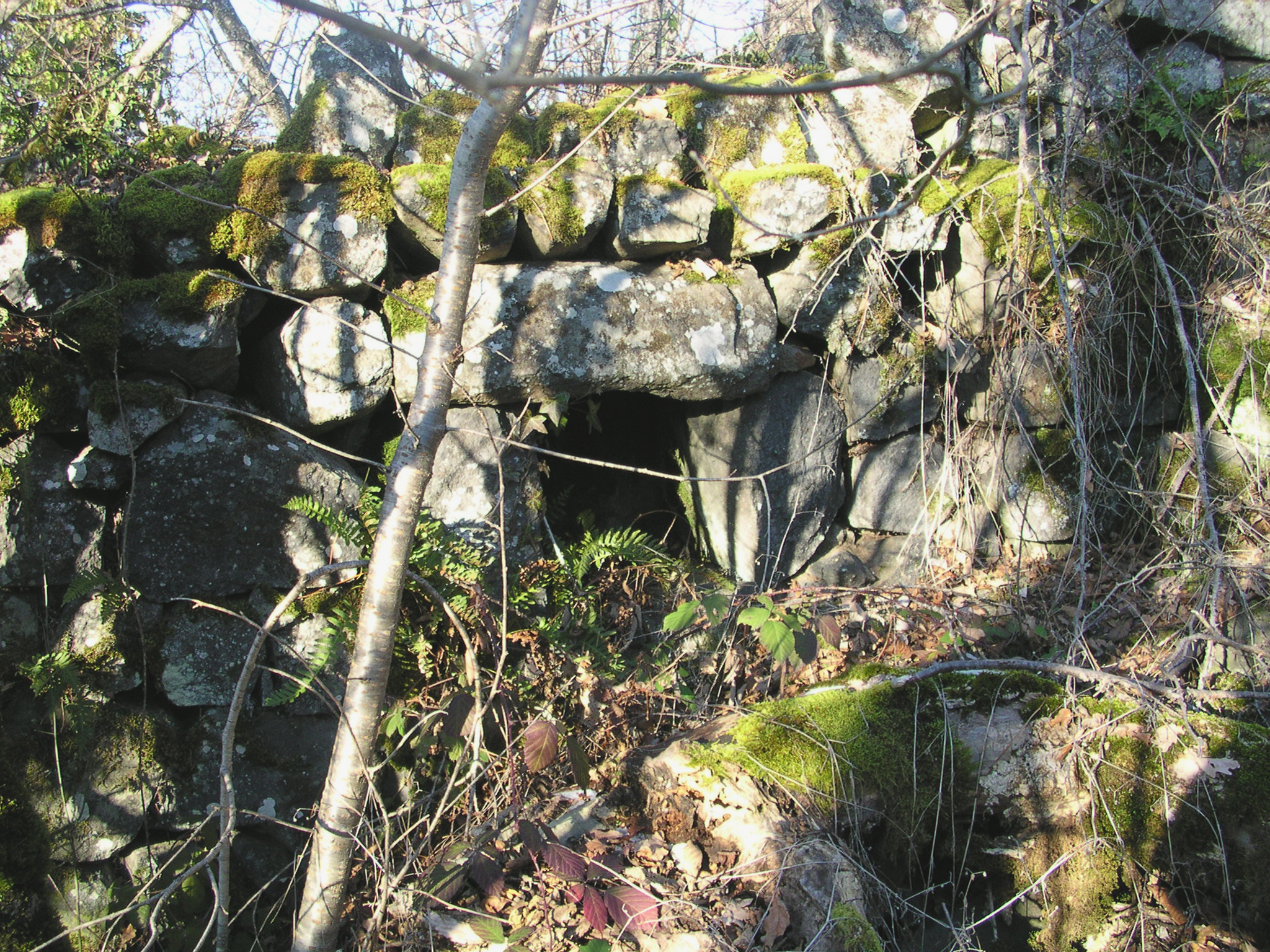
Les restes d'un mur du château.

Ce château était au XIIIe siècle propriété des évêques de Clermont qui le laissaient en fief au seigneur de Montgâcon.
Il passe sous le contrôle des comtes d'Auvergne à l'occasion du mariage de la fille de Faucon II de Montgâcon avec Robert VI d'Auvergne. Il reste dans la famille comtale jusqu'en 1375, date à laquelle, il devient propriété de la famille des Beaufort lors du mariage de Marie de Boulogne fille de Jean d'Auvergne avec le vicomte de Beaufort.
En réalité, le château avait été pris par les Anglais en 1366. Des documents attestent qu'il était encore occupé en 1385.
En 1423, il passe sous le contrôle de la famille de la Tour à l'occasion du mariage de Marguerite de Beaufort avec Bertrand de la Tour seigneur d'Olliergues. Il y reste jusqu'en 1518, date à laquelle Catherine de Médicis hérite des possessions des Beaufort.
Il fut détruit en 1587 comme l'atteste un document cité dans le Bulletin historique et scientifique de l'Auvergne de 1934 :

« Monsieur Maserat, suivan se que monsieur le tresoriert Boniface vous escrit, je vous prie, baliés à messire Maturin Beniert et à messire Pierre Besset, antrepreneurs de la demolision du chasteau de Monreddon, la somme de sinquante equs sol. Et pour se que led. Breset est ampeché alieurs, vous balierés la dite somme aud. Maturin Begniert, en prenan acquit de luy. Aveques ses presantes vous sera conté et passé sur les degniers de votres fermes. Fet à la Guesle se XVIIIme jour de juing mil v.c.iiii.xx.vii., signé De la Guesle. »

Il y avait une église paroissiale romane au pied du château qui fut détruite plus tardivement en 1867. Une partie des pierres furent utilisées pour la construction de l'église de Ponteix (commune d'Aydat).

### Architecture

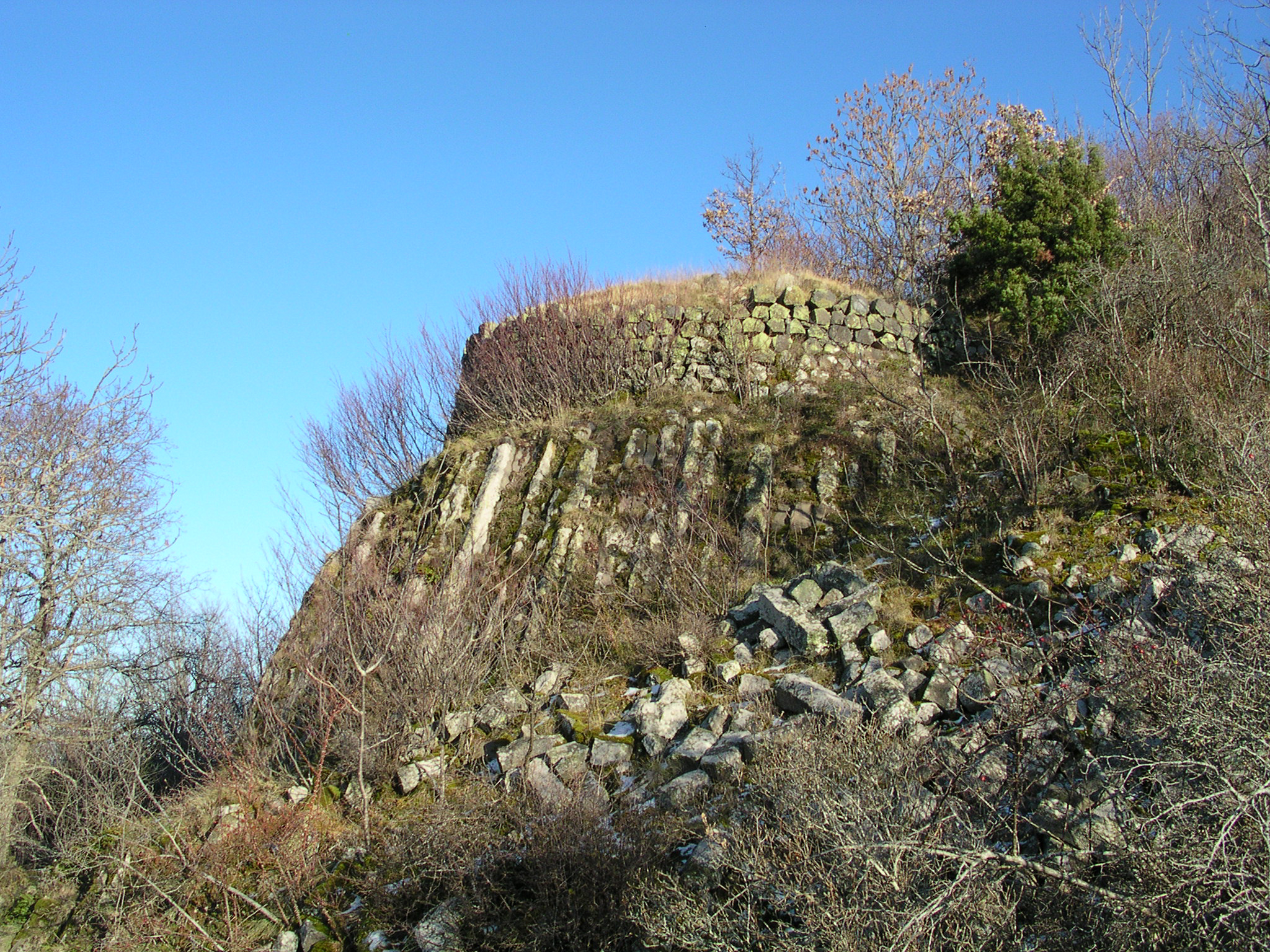
Château de Montredon : les restes d’une tour reposant sur des orgues basaltiques.

Le château est en ruines. Son architecture XIIe siècle est connue grâce à un document appelé l'armorial de Guillaume Revel.
L'historien Gabriel Fournier à l'aide de cet armorial, de photographies aériennes et de travaux effectués sur place en fait la description.
Le centre était occupé par une grosse construction quadrangulaire, crénelé qui semble être un donjon. Il est renforcé par une tour circulaire à mâchicoulis et de créneaux sans que l'on sache si elle y est accolée.
Ce bâtiment est enserré par une enceinte crénelée dont un angle sur deux est renforcé par des tours. On pénètre dans cette enceinte par une porte flanquée de deux tours. L'enceinte est doublée en contrebas d'un mur en mauvais état dont on ignore s'il s'agit des restes d'une enceinte plus ancienne ou d'une construction destinée à protéger l'enceinte.
Le dessin de Guillaume Revel montre également l'église et quelques maisons autour du château. L'église est également connue grâce à un dessin d'un certain Fontanas effectué peu de temps avant sa destruction. Le dessin montre une église constitué d'une nef de deux travées, d'un chœur à chevet plat et d'un clocher à arcade.
Aujourd'hui les restes les plus visibles sont ceux de l'enceinte. On peut également voir les restes des remparts et des tours dont subsistent les assises inférieures sur une falaise de prismes basaltiques (voir photographie).

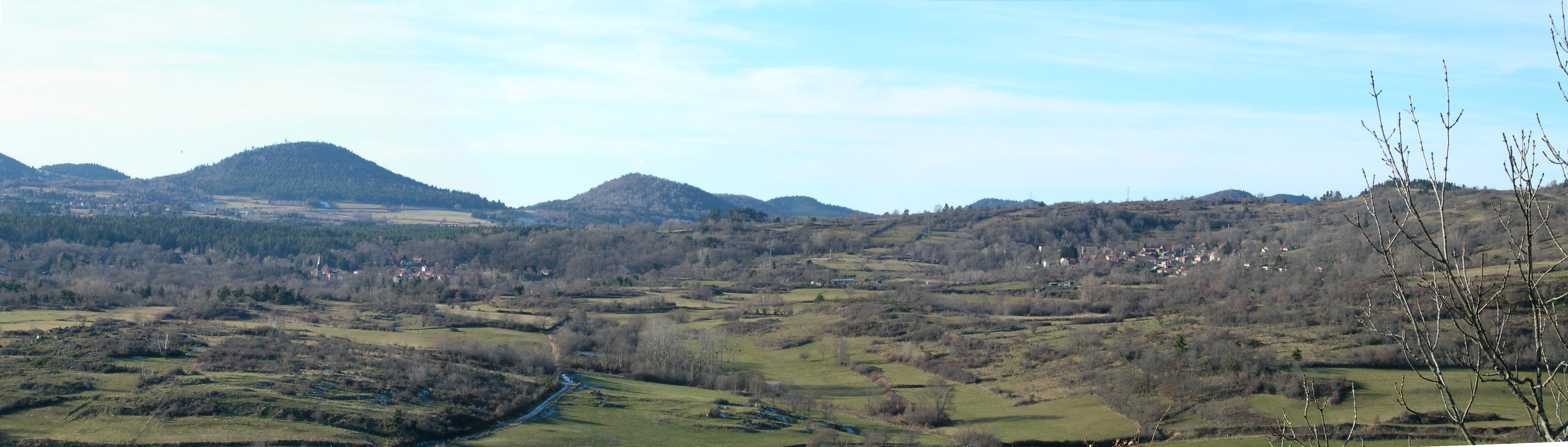
La vue depuis le sommet du mont Redon sur les villages de Rouillat-Bas, à gauche et Rouillat-Haut, à droite (commune d'Aydat) et sur la chaîne des Puys (puy de la Vache).

## Ascension
Des sentiers permettent d'accéder au sommet : soit directement en partant du village de Ponteix (commune d'Aydat) soit toujours au départ de Ponteix en suivant le balisage jaune du PR (durée environ 2 h 15).